# Шуликуны
Шули́куны (шили́куны/шилику́ны, чили́куны/чилику́ны, шалы́ганы/шалы́ханы, шулюка́ны/шулюкю́ны, шуликины, сюлюкюны) — у русского населения севера Европейской части России, Прикамья, Урала, Сибири, Дальнего Востока название святочной нечисти — сезонных духов, которые накануне Рождества или Маланьи выходят из воды на землю, а после Крещения уходят обратно в реки и проруби.
Согласно поверьям, шуликуны бегают по улицам с горячими углями на железной сковородке или железным калёным крюком в руках, которым они могут захватить людей («закрючить и сжечь»), либо ездят на конях, на тройках, на ступах или «калёных» печах. Ростом они нередко с кулачок, иногда побольше, могут иметь конские ноги и заострённую голову (ср. Чёрт), изо рта у них пылает огонь, носят белые самотканные кафтаны с кушаками и остроконечные шапки. Шуликуны на Святки толкутся на перекрёстках дорог или около прорубей, в лесу, дразнят пьяных, кружат их и толкают в грязь, не причиняя при этом большого вреда, но могут заманить в прорубь и утопить в реке.
В Якутии существовало поверье, что на Рождество сюлюкюны собираются в покинутых балаганах, играют в карты на деньги и обсуждают события будущего года. Кто затаится под столом и подслушает – узнает будущее, а если потом еще и заорать внезапно – сюлюкюны разбегутся и можно прикарманить их денежки. Хотя деньги эти надо успеть потратить за три дня, потом они превратятся в водоросли, чем, собственно, и являются по факту.
По вологодским представлениям, шуликунами становятся проклятые или погубленные матерями младенцы.